# 쉬윈룽
쉬윈룽(중국어 간체자: 徐云龙, 정체자: 徐雲龍, 병음: Xú Yúnlóng, 1979년 2월 17일 ~ )은 중국의 전 축구 선수로 포지션은 수비수였으며 베이징 궈안의 프랜차이즈 스타였다.

## 클럽 경력
1999년 중국 슈퍼리그 베이징 궈안 입단 후 2016년 은퇴할 때까지 17년간 단 한번의 이적 없이 한팀에서만 활동하는 동안 프로 통산 495경기 39골을 기록하며 2000년과 2001년 중국 FA컵 준우승, 2003년 중국 FA컵 우승, 2003년 중국 FA 슈퍼컵 우승, 중국 슈퍼리그 2007 준우승, 중국 슈퍼리그 2009 우승 등에 혁혁한 공을 세웠으며 2003년부터 2015년까지 7번의 중국 슈퍼리그 올해의 팀으로 선정되는 기염을 토하기도 했다.

## 국가대표팀 경력
2000년 5월 25일 세르비아와의 친선 경기에서 국제 A매치 데뷔전을 치른 후 이듬해 2000년 AFC 아시안컵을 통해 국제 대회에도 데뷔하여 이 대회 4강 진출에 이바지했다.
그 후 2002년 FIFA 월드컵에서 팀의 3전 전패 및 조별리그 탈락의 아픔을 맛봐야 했지만 자국에서 열린 2004년 AFC 아시안컵에서 팀의 준우승을 이끌었고 2005년 동아시아 축구 선수권 대회에서 A대표팀 데뷔 후 5년만에 처음으로 국제 대회 우승을 맛보았으며 A매치 통산 72경기 7골의 기록을 남겼다.

## 수상

### 클럽
베이징 궈안
- 중국 슈퍼리그 : 우승 (2009), 준우승 (2007)
- 중국 FA컵 : 우승 (2003), 준우승 (2000, 2001)
- 중국 FA 슈퍼컵 : 우승 (2003)

### 국가대표팀
중국
- AFC 아시안컵 : 준우승 (2004), 4위 (2000)
- EAFF E-1 풋볼 챔피언십 : 우승 (2005)

### 개인
- 중국 슈퍼리그 올해의 팀 : 7회 (2003, 2006, 2007, 2009, 2013, 2014, 2015)